# Andrew Morton (Autor)

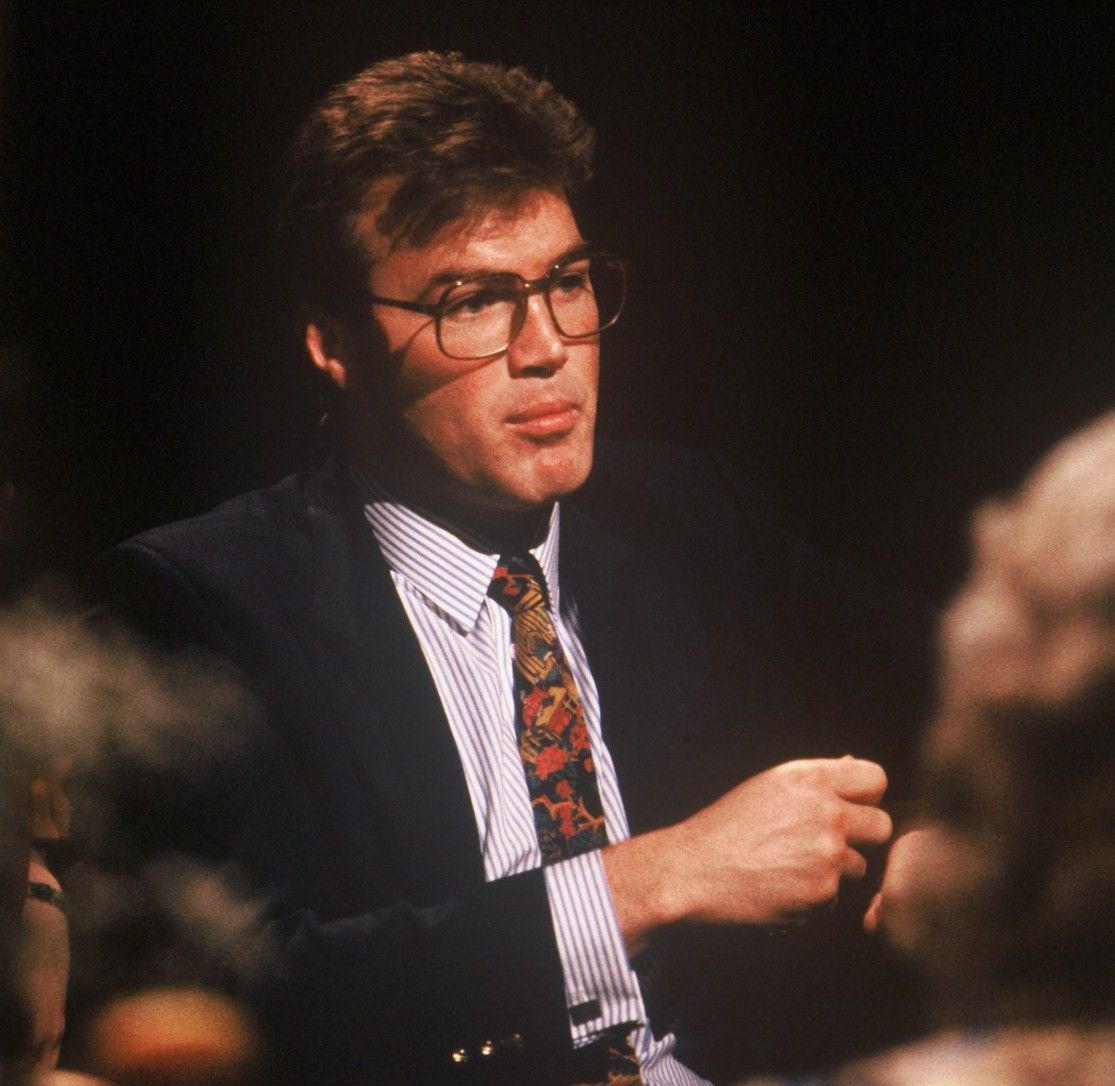
Andrew Morton (1989)

Andrew Morton (* 1953 in Dewsbury, West Yorkshire) ist ein britischer Journalist und Buchautor.

## Leben
Morton besuchte die Schule in Leeds und studierte Geschichte an der University of Sussex. Danach machte er eine Ausbildung bei verschiedenen Zeitschriften der Mirror Group und arbeitete nach Abschluss des Trainingsprogramms als Zeitungsjournalist in Manchester und ab 1981 in London. Seit 1982 war er als königlicher Hofberichterstatter für die britische Boulevardpresse (u. a. Daily Mail, News of the World und Daily Star) tätig; ab 1983 veröffentlichte er außerdem verschiedene Bücher in diesem Themenfeld. 1988 verließ er Fleet Street und machte sich als Buchautor selbstständig.
Seine 1992 veröffentlichte Biografie der Diana, Princess of Wales wurde ein weltweiter Bestseller (u. a. Platz 1 der New-York-Times-Bestsellerliste), obwohl er die Quellen für viele Details zu Dianas unglücklicher Ehe, Charles’ Affäre mit Camilla Parker Bowles und Dianas Bulimie nicht offenbarte. Erst nach Dianas Tod 1997 gab Morton bekannt, dass sie selber die Hauptquelle für seine Biografie war und auch das Manuskript eigenhändig redigiert hatte. Für sein Buch wurde er 1992 vom London Press Club mit dem Scoop of the Year und 1993 bei den British Book Awards mit dem Preis Author of the Year ausgezeichnet.
Auch seine 1999 erschienene Biografie der durch die Lewinsky-Affäre weltbekannt gewordenen Praktikantin Monica Lewinsky wurde ein Nummer-1-Bestseller. Weniger Erfolg hatte er im Jahr 2001 mit seiner unautorisierten Madonna-Biografie.
Morton lebt in London.

## Werke
- (mit Mick Seamark) Andrew: The Playboy Prince. Severn House, London 1983. ISBN 0-7278-0988-1 (über Andrew, Duke of York)
- The Royal Yacht Britannia. Orbis, London 1984. ISBN 0-85613-715-4 (über die Britannia)
- Inside Kensington Palace. O’Mara, London 1987. ISBN 0-948397-96-9
- Duchess. O’Mara, London 1988. ISBN 0-948397-43-8 (über Sarah, Duchess of York)
- Theirs is the Kingdom: The Wealth of the Windsors. O’Mara, London 1989. ISBN 0-948397-23-3
- Diana's Diary. An Intimate Portrait of the Princess of Wales. O’Mara, London 1990. ISBN 1-85479-077-3
- Inside Buckingham Palace. O’Mara, London 1991. ISBN 1-85479-024-2
- Diana: Her True Story. O’Mara, London 1992. ISBN 1-85479-191-5
  - deutsche Ausgabe: Diana: Ihre wahre Geschichte. Übersetzt von Peter Werner. Neff, Wien 1992. ISBN 3-8118-3921-7
- Diana: Her New Life. O’Mara, London 1994. ISBN 1-85479-747-6 (überarbeitete Fassung 1995: ISBN 1-85479-783-2)
- Diana: Her True Story. In Her Own Words. O’Mara, London 1997. ISBN 1-85479-270-9 (überarbeitete Fassung incl. Mortons Interviews mit Diana; auch veröffentlicht als Diana: Her True Story. The Commemorative Edition)
- Moi: The Making of an African Statesman. O’Mara, London 1998. ISBN 1-85479-253-9 (über Daniel arap Moi)
- Monica’s Story. O’Mara, London 1999. ISBN 1-85479-426-4 (über Monica Lewinsky)
  - deutsche Ausgabe: Monica Lewinsky. Ihre wahre Geschichte. Übersetzt von Jürgen Brust et al. Ullstein, Berlin 1999. ISBN 3-550-05016-X
- Posh & Becks. O’Mara, London 2000. ISBN 1-85479-599-6 (über David und Victoria Beckham)
- Madonna. O’Mara, London 2001. ISBN 1-85479-888-X (über Madonna)
  - deutsche Ausgabe: Madonna. Übersetzt von Helmut Lindner. Krüger, Frankfurt am Main 2001. ISBN 3-8105-1281-8
- Nine for Nine. The Pennsylvania Mine Rescue Miracle. O’Mara, London 2002. ISBN 1-84317-013-2
- Diana: In Pursuit of Love. O’Mara, London 2004. ISBN 1-84317-084-1
- Tom Cruise: An Unauthorized Biography. St. Martin’s Press, New York 2008. ISBN 978-0-312-35986-7 (über Tom Cruise)
  - deutsche Ausgabe: Tom Cruise. Der Star und die Scientology-Verschwörung. Übersetzt von Volker Zenwachs und Johanna Reischmann. Droemer Knaur, München 2008. ISBN 978-3-426-27462-0
- Angelina: An Unauthorized Biography. St. Martin’s Press, New York 2010, ISBN 978-0-312-55561-0.
  - deutsche Ausgabe: Angelina Jolie. Übersetzt von Barbara Reitz, Bernhard Jendricke, Thomas Bertram, Sonja Schuhmacher. Droemer, München 2010, ISBN 978-3-426-27532-0.
- William & Catherine: Their Story. St. Martin’s Press, New York 2011, ISBN 978-0-312-64340-9.